# Здобнов, Николай Васильевич
Никола́й Васи́льевич Здо́бнов (9 [21] октября 1888, Шадринск, Пермская губерния — 15 мая 1942, Соль-Илецкая тюрьма УНКВД №2 для содержания подследственных, Чкаловская область) — советский учёный-библиограф, краевед, член Центрального бюро краеведения при Академии наук, активный деятель партии эсеров. Автор фундаментального издания «Истории русской библиографии».

## Биография
Родился в мещанской семье. Окончил 4-классное Шадринское городское училище. Работал писцом, счетоводом в Шадринской земской Управе.
С 1905 до 1919 года член партии социалистов-революционеров, активно работал в её структурах. Неоднократно подвергался арестам. В 1907 году был выслан из Шадринска. В ссылке начал заниматься литературной деятельностью, сотрудничал с рядом уральских, петербургских и московских газет и журналов.
В 1912 году заключён на семь месяцев в Таганскую тюрьму за оскорбление в печати уфимского прокурора.
В 1913 году создал первую в Шадринске газету «Исеть», проявлял политическую активность как эсер (социалист-революционер). За первые четыре месяца своего существования «Исеть» была четыре раза оштрафована, её редакторы неоднократно подвергались арестам и заключались под стражу.
С 1914 года работал над трудом «История Исетского края ХVII—XVIII вв.».
В 1914—1915 годах учился в Московском народном Университете Шанявского, окончил его по общественно-историческому отделению под научным руководством А. А. Кизеветтера со специализацией в источниковедении истории Урала.
В ноябре 1915 года мобилизован в Русскую императорскую армию. Учился в Ташкентской школе прапорщиков, затем служил в 8-м Сибирском запасном полку в Ашхабаде. После Февральской революции, в апреле 1917 года избран помощником комиссара Временного правительства Закаспийской области. Переболев тропической малярией, по состоянию здоровья летом 1917 года вернулся в Шадринск.
С августа по декабрь 1917 года возглавлял Шадринский уездный комитет. Возглавил список эсеров на выборах в Шадринскую городскую думу (эсеры получили 31 место из 33) и 3 (16) октября 1917 года был избран председателем Шадринской городской думы.
17—20 ноября 1917 года возглавлял Комитет общественного спасения и подавлял «пьяную революцию» (солдаты-дезертиры со всего Урала стали съезжаться в Шадринск, где хранились большие запасы спирта; город попал под власть опьяневших людей с ружьями). Спирт был выпущен в реку. Как было установлено по материалам Государственного архива в Шадринске С. Б. Борисовым, заместителем Н. В. Здобнова по комитету являлся А. А. Жданов, будущий член Политбюро ЦК ВКП(б). 28 ноября (11 декабря) 1917 года Н. В. Здобнов избран от Пермской губернии депутатом Всероссийского учредительного собрания. В феврале 1918 года принимал участие в его работе, не согласился с его разгоном и уехал, затем принимал участие в работе Совещания членов Учредительного собрания.
«Совет рабочих депутатов на заседании своём 9 апреля постановил: Городскую Думу и управу распустить и заменить Советом рабочих депутатов. Совет выделит для управления делами исполнительный орган».
«Переговоры с чехословаками о наступлении на шадринском направлении велись продолжительное время в Челябинске и Кургане председателем городской думы Н. В. Здобновым, председателем уездного земского собрания М. А. Пономаревым, городским головою А. Г. Моисеевым…» В конце июня 1918 года власть в Шадринске переходит от Советов под контроль эсеро-меньшевистских сил, поддерживаемых чехословацкими войсками. В помощь чехословакам была организована собственными силами разведка о расположении и операциях советских войск в Шадринском уезде.
Осенью 1918 года в Екатеринбурге вместе с другими участниками Учредительного собрания арестован колчаковской властью. Освобождён по одним сведениям чешским комендантом, по другим — наступающими частями «красных» войск.
С 1919 по 1921 годы жил в Томске, где начал библиографическую деятельность и активно участвовал в работе Института исследования Сибири. До 1922 года заведовал библиографическим бюро Научной библиотеки Томского университета. В 1919—1921 годах работал там над указателем литературы о Сибири и Урале, который продолжил бы известный труд В. И. Межова «Сибирская библиография». В 1922 году опубликована первая статья о библиографии в журнале «Сибирские огни».
В 1922 году с женой Ниной Ивановной Михалёвой, также родом из Шадринска, переехал в Москву, где начал работу в области библиографии. Поддерживал отношения (переписка, личные встречи) с В. П. Бирюковым, жившим в Шадринске. Работал в Торговом секторе Госиздата и одновременно сотрудничал с подчинённой Госиздату Российской книжной палатой, с 1925 года — Главнаука.
11 сентября 1924 года в газете «Известия» опубликовал «Письмо в редакцию», в котором писал:

Совершенно неожиданно я узнал, что многие продолжают считать меня членом партии с.-р., в которой я работал с 1905 года. Во избежание недоразумений довожу до сведения товарищей и лиц, этим интересующихся, что я фактически отошёл от партии с.-р. в 1919 году, когда она очутилась в тупике. Как старый член партии я нёс (и несу) моральную ответственность за её роковые ошибки первых двух лет революции, но я не мог нести ответственность в дальнейшем. Я лично тоже был в тупике… Кошмарное царство Колчака, в котором я тогда жил, и тогдашний советский строй для меня не были приемлемы в равной мере, хотя и по совершенно различным мотивам. Но третьего выхода не было. Я отошёл от всякой политической деятельности и отдался исключительно научной работе. Впоследствии постепенно у меня появилась надежда на советскую власть как на якорь спасения республики и революции. Эти надежды окрепли, и я сохраняю их до сих пор.

В 1925 году опубликовал «Основы краевой библиографии» (2-е изд., 1931) — первый опыт научного обобщения библиографической практики. В 1927 году выпустил «Указатель библиографических пособий по Уралу», «Материалы для сибирского словаря писателей», «Каталог Государственного издательства и его отделений. 1919—1925». В конце 1920-х годов, когда в России появились механосчётные машины, предложил создать на их основе единый справочно-библиографический аппарат по всей книжной продукции СССР. В 1929 году опубликовал брошюру «Проблемы экономики книги». С 1922 по 1930 годы вёл работу в Русском библиографическом обществе, с 1924 по 1936 год — в Центральном бюро краеведения РСФСР. Член Центрального Бюро краеведения при Академии наук. Преподаватель Московского Библиотечного института. В 1932—1935 годах основным местом службы Н. В. Здобнова была Всесоюзная ассоциация сельскохозяйственной библиографии.
В 1924, 1930 и 1933 годах его на непродолжительное время арестовывали как бывшего эсера. Освобождали его при участии А. А. Жданова (жена Здобнова и жена Жданова были соученицами по Шадринской гимназии).
Возглавлял коллективную работу по составлению многотомного труда «Библиография Дальневосточного края» (ч. 1—2, 1935).

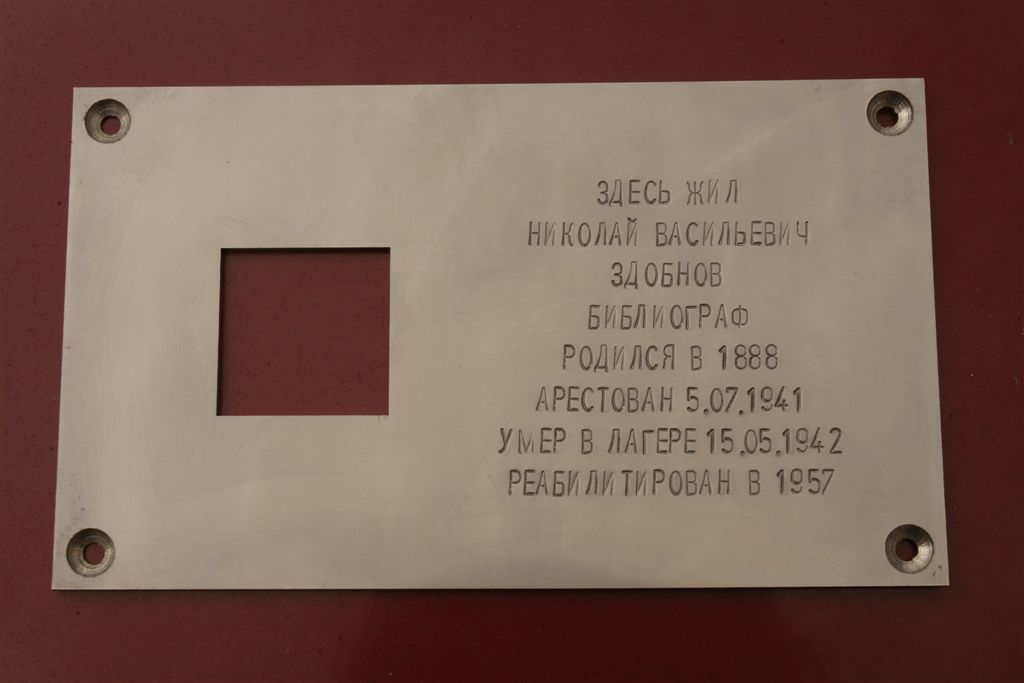
«Последний адрес» на доме, в котором жил Николай Здобнов

3 июля 1941 года записался добровольцем на фронт, но 5 июля был арестован и из Москвы переведён в тюрьму Саратова. 27 декабря 1941 года приговорён Особым совещанием при НКВД СССР по ст. 58-10 к десяти годам лагерей. Во время этапирования в Красноярский исправительно-трудовой лагерь почувствовал себя настолько плохо, что был снят с поезда и помещён в Соль-Илецкую пересыльную тюрьму в посёлке Илецкая Защита Чкаловской области.
Умер 15 мая 1942 года в Соль-Илецкой пересыльной тюрьме.
Реабилитирован посмертно в 1957 году.

### Семья
Отец — бухгалтер Шадринской городской управы.
Жена (с 1922 года) Нина Ивановна, в девичестве Михалева. В браке родился Ростислав (1923 или 1926 — 2004).

## Научная деятельность
Начало научной деятельности Н. В. Здобнова относится к студенческим годам, когда в 1914 году он задумал написать историю Исетского края и города Шадринска. Книги не были закончены. Наряду с изучением родного края, Здобнов стал заниматься библиографией. В 1914 году он начал составлять краткий биобиблиографический словарь русских писателей, но работа была прервана войной.
Весной 1919 года Здобнов стал членом Библиографического бюро сначала при Институте исследования Сибири, после ликвидации института функции бюро были переданы в Томский университет. Здобнов назначен заведующим Библиографического бюро. Им разработаны новые «Правила для составления журнальной библиографии». В ходе работы над созданием сибирской библиографии были разработаны и приёмы книгоописания, позднее вошедшие в книгу Н. В. Здобнова «Основы краевой библиографии» (1925). Были подготовлены «Указатель библиографических пособий по Уралу» (1927) и «Русская журнальная библиография Урала за 1901—1917 гг.» (не издана) и др. Основой библиографических работ стали местные книжные фонды, но для полноты собранного материала требовались фонды крупнейших библиотек страны.
После переезда в Москву Здобнов издал «Указатель библиографических пособий по Уралу» (1927), «Материалы для сибирского словаря писателей» (1927), «Каталог изданий Государственного издательства и его отделений. 1919—1925» (1927 и семь дополнений к нему, 1927—1930), «Проблемы экономики книги» (1929). Одновременно он вёл научно-общественную работу в русском библиографическом обществе, в Центральном бюро краеведения, Обществе изучения Урала Сибири и Дальнего Востока, в Совете Государственной центральной книжной палаты РСФСР.
В 1930-е годы Здобнов возглавил коллективную работу по составлению многотомных трудов «Библиография Дальневосточного края. 1890—1931» (тт. 1—2, 1935) и «Библиография Бурят-Монголии за 1890—1936 гг.». Обе работы не были завершены, но специалисты отмечают полноту материала и тщательность выполнения вышедших томов. Работал в области отраслевых библиографий: в качестве члена комиссии экспертов принимает участие в работе Постоянной комиссии по составлению индексов научной литературы СССР при Учёном комитете ЦИК СССР, работает консультантом библиографом в Институте мировой литературы Академии наук СССР.
Занимался литературоведческой библиографией, собирал свыше 15 лет библиографический материал о жизни и творчестве М. Ю. Лермонтова.
Вёл преподавательскую работу по курсу «Библиография» в различных библиографических учреждениях и в Московском библиотечном институте. Работал над созданием различного типа учебных руководств и пособий по библиографии: «Введение в библиографию», «Составление книготорговых каталогов», «Библиографическое источниковедение», «Конспект курса истории русской библиографии» и др. Педагогическая деятельность Н. В. Здобнова в 1939—1941 годы был связана с дальнейшей разработкой им вопросов истории и методики библиографии. Он составил программу курса «История русской библиографии». По отзывам специалистов, эта работа была оценена как «крупное явление в области изучения истории русской библиографии, отметив ряд достоинств, в том числе стройность и чёткость композиции».
Наиболее значительный труд Здобнова, «История русской библиографии до начала XX века», составлялся им свыше 20 лет. В 1941 году ему было разрешено защитить работу как докторскую диссертацию, чего, однако, сделать он не успел. Работа была посмертно опубликована и положило начало научной разработке истории русской библиографии. Тома 1—2 первого издания вышли в 1944—1947 годах. Вмешательство А. А. Жданова позволило в разгар войны, в условиях нехватки бумаги и не снятых с автора обвинений, выпустить книгу в свет. Весной 1948 года был поднят[кем?] вопрос о переиздании книги. В ответе на письмо вдовы Н. В. Здобнова В. Д. Бонч-Бруевич писал: «Очень хорошо, что вы поддерживаете отношения с товарищами из ЦК ВКП(б) по поводу книг вашего покойного мужа и, ещё того лучше, что книги его получили одобрение Андрея Александровича Жданова. Это имеет огромное значение как теперь, так и в будущем». Второе и третье издание вышли в 1951 и 1955 годах, соответственно.

## Память
- Имя Здобнова носит площадь в Шадринске.
- 22 апреля 2018 года на доме братьев Баевых, где жил Здобнов (Москва, Трубниковский переулок, дом 26, строение 1) была установлена мемориальная табличка[13].

## Основные работы

### Монографии
- Здобнов Н. В. Основы краевой библиографии. Практическое руководство. — Л.: «Колос», 1925. — 125 с.
- Здобнов Н. В. Материалы для сибирского словаря писателей (Предварительный список поэтов, беллетристов, драматургов и критиков). — М.: О-во изуч. Урала, Сибири и Дальнего Востока, 1927. — 62 с. (Оттиск из: «Северная Азия». — 1927. — Кн. 1—2, 4, 6.) (Переиздание: Letchworth: «Prideaux Press», 1972. — 61 p.)
- Здобнов Н. В. Проблемы экономики книги (В порядке постановки вопроса). — М.: Кн. фабрика Центриздата народов СССР, 1929. — 31 с.
- Здобнов Н. В. Основы краевой библиографии. Практической руководство. 2-е изд., перераб. и доп. — М.; Л.: ОГИЗ; Гос. соц.-экон. изд-во, 1931. — 182 с.
- Здобнов Н. В. Составление книготорговых каталогов. Краткое практическое пособие. — М.: Гослегпромиздат, 1933. — 63 с.
- Здобнов Н. В. История русской библиографии. От древнего периода до начала XX века. Т. 1. XI век — первая половина XIX века. Под ред. Н. Л. Рубинштейна. — М.: [Б. и.], 1944. — 208 с.
- Здобнов Н. В. История русской библиографии. От древнего периода до начала XX века. Т. 2. Вторая половина XIX века. Под ред. Н. Л. Рубинштейна. — М.: Изд-во ВКП, 1947. — 237 с.
- Здобнов Н. В. История русской библиографии до начала XX века. 2-е изд. — М.: Изд-во АН СССР, 1951. — 512 с.
- Здобнов Н. В. История русской библиографии до начала XX века. 3-е изд. Ред. Б. С. Бондарский. — М.: Госкультпросветиздат, 1955. — 608 с.
- Здобнов Н. В. Русская книжная статистика. Из истории возникновения и развития. — М.: «Советская Россия», 1959. — 55 с.
- Здобнов Н. В. Синхронистические таблицы русской библиографии, 1700—1928, со списком важнейших библиографических трудов. Материалы для истории русской библиографии. Под ред. Б. С. Боднарского. — М.: Изд-во ВКП, 1962. — 192 с.
- Здобнов Н. В. История русской библиографии от древнего периода до начала XX века. Комментированное издание. Под ред. Н. К. Леликовой, М. П. Лепехина. — М.: «Русское слово», 2012. — 1244 с.

### Библиографические указатели
- Здобнов Н. В. Указатель библиографических пособий по Уралу (со включением Башкирии и Сибирский округов Уральской области). Вып. 1. — М.: Изд-во Рус. библиограф. о-ва при МГУ, 1927. — 72 с.
- Коногоров П. Ф. Картография Северной Азии (1917—1927 гг.). Библиографический указатель. Под ред. Н. В. Здобнова. — М.: О-во изуч. Урала, Сибири и Дальнего Востока, 1928. — 80 с.
- Библиография Дальневосточного края, 1890—1931. Подг. к печати Н. В. Здобновым. — М.: Изд-во Всесоюз. ассоц. с/х библиографии, 1935:

- Т. 1. Физическая география. — 377 с.
- Т. 2. Геология, полезные ископаемые, палеонтология. — 415 с.

- Библиография Бурят-Монголии за 1890—1936 гг. Сост. под рук. Н. В. Здобнова:

- Т. 1. Естествознание. — М.; Л.: Изд-во АН СССР, 1939. — 626 с.
- Т. 3. Сельское, лесное, пушно-зверовое и рыбное хозяйство. — М.; Л.: Изд-во АН СССР, 1946. — 534 с.
- Т. 4. Здравоохранение. — М.; Л.: Изд-во АН СССР, 1940. — 220 с.
- Вып. 5. История дореволюционной Бурятии, Октябрьской революции и образование БМАССР. Под ред. П. Т. Хантаева. — Улан-Удэ: Бурят. кн. изд-во, 1970. — 167 с.

- Библиография М. Горького. Произведения Горького и литература о Горьком (1936—1937). Сост. З. Г. Гринберг, Н. И. Гитович, Д. К. Дрягин и др. Отв. ред. З. Г. Гринберг, Н. В. Здобнов. — М.; Л.: Изд-во АН СССР, 1940. — 360 с.

### Курсы лекций
- Здобнов Н. В. Библиографическое источниковедение. Общая часть (Конспект лекций). — М.: [Б. и.], 1934. — 102 с.
- Здобнов Н. В. Библиографическое источниковедение. Общая часть (Конспект лекций). — Ростов н/Д.: [Б. и.], 1935. — 63 с.
- Здобнов Н. В. История русской библиографии. Конспект курса. Чч. 1—2. От древнего периода до Великой Октябрьской социалистической революции. — М.: [Б. и.], 1939. — 38 с.
- Здобнов Н. В. История русской библиографии. Конспект курса. 2-е изд., испр. Ч. 1. От древнего периода до Великой Октябрьской социалистической революции. — М.: [Б. и.], 1940. — 56 с.

### Сборники статей
- Здобнов Н. В. Библиография и краеведение. Сб. статей. — М.: Изд-во ВКП, 1963. — 128 с.
- Здобнов Н. В. Труды по библиографоведению и книговедению. Избранное. — М.: «Книга», 1980. — 272 с.

### Книготорговые каталоги
- Каталог книжных складов Торгового сектора Государственного издательства. Ч. 1. Издания Государственного издательства и его отделений. [Сост. Н. В. Здобнов.] — М.; Пг.: ГИЗ, 1923. — 119 с.
- Каталог книжных складов Торгового сектора Государственного издательства. Ч. 2. Посторонние издания. [Сост. Н. В. Здобнов.] — М.; Пг.: ГИЗ, 1924. — 311 с.
- Каталог книжных складов Торгового сектора Государственного издательства. Дополнения 1—2. Вошли книги, изданные за время с 10 июня по 15 декабря 1923 г. и с 15 декабря 1923 г. по 1 февраля 1924 г. Сост. Н. В. Здобнов, Н. Н. Орлов. — М.; Л.: ГИЗ, 1924. — 68 с.
- Каталог книжных складов Торгового сектора Государственного издательства. Дополнение 3. Вошли книги, изданные за время с с 1 февраля по 20 сентября 1924 г. [Сост. Н. В. Здобнов.] — М.; Л.: ГИЗ, 1925. — 49 с.
- Каталог книжных складов Торгового сектора Государственного издательства. Дополнение 4. Вошли книги, изданные за время с с 20 сентября 1924 г. по 1 июля 1925 г. [Сост. Н. В. Здобнов.] — М.; Л.: ГИЗ, 1925. — 96 с.
- Каталог книжных складов Торгового сектора Государственного издательства. Дополнение 5. Вошли книги, изданные за время с 1 июля 1925 г. по 1 января 1926 г. [Сост. Н. В. Здобнов.] — М.; Л.: ГИЗ, 1926. — 111 с.

### Оттиски статей, переводы, указатели периодики
- Руководство по международной библиографии. Отдел 3 «Социальные науки». Перевод из «Manuel du Répertoire Bibliographique Universel». Издание 1907 г. Пер. с фр. М. Г. Александровского, Л. Д. Григорьевой и др. Ред. М. А. Слободской, Н. В. Здобнов. — Томск: Изд-во Библиотеч. кружка при Губотд. полиграф. производства, 1924. — 161 с.
- Здобнов Н. В. Систематический указатель статей и заметок, помещенных в журнале «Северная Азия» в 1925 и 1926 гг. (Оттиск из: «Северная Азия». — 1926. — № 5/6. — С. 203—214.)
- Здобнов Н. В. Указатель статей, заметок и иллюстраций, помещенных в журнале «Северная Азия» за первое пятилетие его существования (1925—1929 гг.). — М.: Изд-во журнала «Северная Азия», 1931. — 31 с.
- Здобнов Н. В. Начальный период русской рекомендательной библиографии. — М.: [Б. и.], 1931. — 14 с. (Оттиск из: «Библиотековедение и библиография». — 1930. — № 1—2.)
- Здобнов Н. В. Русская книжная статистика XIX в. (Исторический очерк). Тезисы доклада. — М.: Изд-во МОВОФ СКИЭ. — 1932. — 4 с.
- Здобнов Н. В. Метод описания книг по «коллективному автору». Из книги «Против англо-американской схоластики». (Оттиск из: «Советская библиография». — 1933. — № 1 (3). — С. 71—93.)
- Здобнов Н. В. Русская книжная статистика XIX в. (Исторический очерк). (Оттиск из: «Советская библиография». — 1934. — № 1. — С. 40—65.)
- Здобнов Н. В. Государственная библиографическая регистрация при царизме. (Оттиск из: «Советская библиография». — 1935. — № 4. — С. 75—96.)
- Здобнов Н. В. Библиограф эпохи развития капитализма в России (В. И. Межов). (Оттиск из: «Советская библиография». — 1936. — № 1. — С. 13—34.)
- Здобнов Н. В. Книга в жизни М. Ю. Лермонтова. (Оттиск из: «Советская библиография». — 1940. — № 1 (18). — С. 38—54.)